# Frank Miller (homme politique)
Pour les articles homonymes, voir Frank Miller (homonymie) et Miller.
Frank Stuart Miller, né le 14 mai 1927 et décédé le 21 juillet 2000) était un homme politique ontarien. Il a brièvement été premier ministre de l'Ontario, en 1985, sous la bannière du Parti progressiste-conservateur de l'Ontario. Il appartenait à la franc-maçonnerie .